# Dhiggiri
Dhiggiri är en ö i Felidhuatollen i Maldiverna. Den ligger i den centrala delen av landet, 60 km söder om huvudstaden Malé. Den ingår i den administrativa atollen Vaavu. På ön finns en turistanläggning, men ingen fastboende befolkning, varför ön officiellt räknas som obebodd. 